# إقبال عبد الحسين
إقبال عبد الحسين أبو جري ماذي المعروفة باسم إقبال عبد الحسين (ولدت: 1973 - )؛ هي سياسية عراقية، حاصلة على شهادة الدكتوراه في الآداب. شغلت منصب عضو في مجلس النواب العراقي عن محافظة واسط في دورته الثالثة (2014-2018). فازت في الانتخابات التشريعية العراقية لعام 2018 بعدد اصوات بلغ 3,846 صوت.